# White Castle Fort

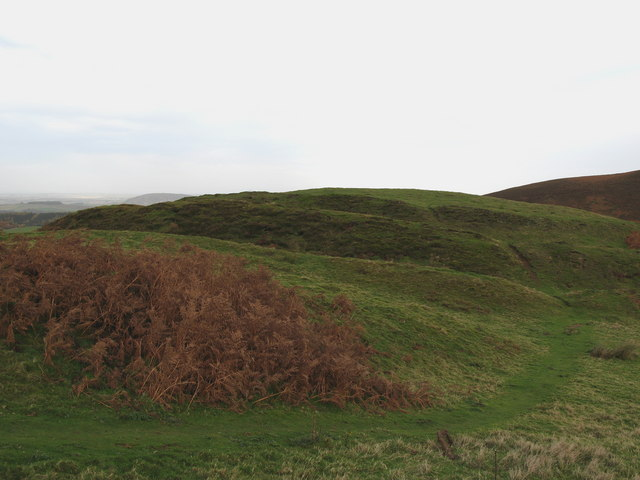
White Castle Fort

White Castle Fort (auch White Castle Hill fort, Nunraw oder White Hill genannt) ist ein eisenzeitliches Hillfort in den Lammermuir Hills, über dem Bach Thorter Burn bei Garvald (schottisch-gälisch Garbh Allt) in East Lothian in Schottland. Es befindet sich am Nordwesthang des Clints Dods.
Die etwa ovale Anlage von etwa 71,0 × 56,0 m mit dreifachem Wall liegt am Mid Hill, nahe der Straße, die östlich von Edinburgh zum Whiteadder Reservoir und zu Packman’s Grave führt. White Hill Fort ist ein gutes Beispiel für ein Hillfort mit eindrucksvollen Wällen und Gräben. Die Anlage wurde zwischen 2010 und 2013 archäologisch und geophysikalisch untersucht, es wurden unter anderem die Fundamente von 16 Hütten gefunden.